# Gran Premio de Indonesia de Motociclismo de 2024
El Gran Premio de Indonesia de 2024, (oficialmente: Pertamina Grand Prix of Indonesia), fue la decimoquinta prueba del Campeonato del Mundo de Motociclismo de 2024. Tuvo lugar en el fin de semana del 27 al 29 de septiembre de 2024 en el Circuito Urbano Internacional de Mandalika, situado en la isla de Lombok, provincia de Islas menores de la Sonda occidentales, Indonesia.
La carrera al sprint de MotoGP fue ganada por Francesco Bagnaia, seguido de  Enea Bastianini y Marc Márquez.
La carrera de MotoGP fue ganada por Jorge Martín, seguido de Pedro Acosta y Francesco Bagnaia. Aron Canet fue el ganador de la prueba de Moto2, por delante de Ai Ogura y Alonso López. La carrera de Moto3 fue ganada por David Alonso, Adrián Fernández fue segundo y David Muñoz tercero.

## Resultados

### Resultados MotoGP

#### Carrera al sprint
| Pos.    | N.º | Piloto                | Equipo                            | Constructor | Vueltas | Tiempo    | Parrilla | Puntos |
| ------- | --- | --------------------- | --------------------------------- | ----------- | ------- | --------- | -------- | ------ |
| 1       | 1   | Francesco Bagnaia     | Ducati Lenovo Team                | Ducati      | 13      | 19:41.354 | 4        | 12     |
| 2       | 23  | Enea Bastianini       | Ducati Lenovo Team                | Ducati      | 13      | +0.107    | 5        | 9      |
| 3       | 93  | Marc Márquez          | Gresini Racing MotoGP             | Ducati      | 13      | +1.701    | 12       | 7      |
| 4       | 72  | Marco Bezzecchi       | Pertamina VR46 Racing Team        | Ducati      | 13      | +3.072    | 2        | 6      |
| 5       | 21  | Franco Morbidelli     | Prima Pramac Racing               | Ducati      | 13      | +5.967    | 9        | 5      |
| 6       | 31  | Pedro Acosta          | Red Bull GASGAS Tech3             | KTM         | 13      | +6.210    | 3        | 4      |
| 7       | 12  | Maverick Viñales      | Aprilia Racing                    | Aprilia     | 13      | +6.664    | 10       | 3      |
| 8       | 5   | Johann Zarco          | LCR Honda Castrol                 | Honda       | 13      | +6.938    | 7        | 2      |
| 9       | 49  | Fabio Di Giannantonio | Pertamina Enduro VR46 Racing Team | Ducati      | 13      | +7.706    | 8        | 1      |
| 10      | 89  | Jorge Martín          | Prima Pramac Racing               | Ducati      | 13      | +9.104    | 1        |        |
| 11      | 43  | Jack Miller           | Red Bull KTM Factory Racing       | KTM         | 13      | +9.618    | 16       |        |
| 12      | 20  | Fabio Quartararo      | Monster Energy Yamaha MotoGP      | Yamaha      | 13      | +9.843    | 6        |        |
| 13      | 33  | Brad Binder           | Red Bull KTM Factory Racing       | KTM         | 13      | +11.118   | 19       |        |
| 14      | 73  | Álex Márquez          | Gresini Racing MotoGP             | Ducati      | 13      | +12.418   | 14       |        |
| 15      | 42  | Álex Rins             | Monster Energy Yamaha MotoGP      | Yamaha      | 13      | +12.579   | 15       |        |
| 16      | 41  | Aleix Espargaró       | Aprilia Racing                    | Aprilia     | 13      | +12.952   | 13       |        |
| 17      | 30  | Takaaki Nakagami      | LCR Honda Idemitsu                | Honda       | 13      | +13.351   | 18       |        |
| 18      | 10  | Luca Marini           | Repsol Honda Team                 | Honda       | 13      | +15.496   | 17       |        |
| 19      | 25  | Raúl Fernández        | Trackhouse Racing MotoGP          | Aprilia     | 13      | +29.895   | 11       |        |
| Ret     | 37  | Augusto Fernández     | Red Bull GASGAS Tech3             | KTM         | 11      | Caída     | 21       |        |
| Ret     | 36  | Joan Mir              | Repsol Honda Team                 | Honda       | 1       | Caída     | 20       |        |
| Fuente: |     |                       |                                   |             |         |           |          |        |

#### Carrera larga
| Pos.    | N.º | Piloto                | Equipo                            | Constructor | Vueltas | Tiempo    | Parrilla | Puntos |
| ------- | --- | --------------------- | --------------------------------- | ----------- | ------- | --------- | -------- | ------ |
| 1       | 89  | Jorge Martín          | Prima Pramac Racing               | Ducati      | 27      | 41:04.389 | 1        | 25     |
| 2       | 31  | Pedro Acosta          | Red Bull GASGAS Tech3             | KTM         | 27      | +1.404    | 3        | 20     |
| 3       | 1   | Francesco Bagnaia     | Ducati Lenovo Team                | Ducati      | 27      | +5.595    | 4        | 16     |
| 4       | 21  | Franco Morbidelli     | Prima Pramac Racing               | Ducati      | 27      | +6.507    | 9        | 13     |
| 5       | 72  | Marco Bezzecchi       | Pertamina VR46 Racing Team        | Ducati      | 27      | +6.772    | 2        | 11     |
| 6       | 12  | Maverick Viñales      | Aprilia Racing                    | Aprilia     | 27      | +11.330   | 10       | 10     |
| 7       | 20  | Fabio Quartararo      | Monster Energy Yamaha MotoGP      | Yamaha      | 27      | +13.203   | 6        | 9      |
| 8       | 33  | Brad Binder           | Red Bull KTM Factory Racing       | KTM         | 27      | +14.862   | 19       | 8      |
| 9       | 5   | Johann Zarco          | LCR Honda Castrol                 | Honda       | 27      | +15.151   | 7        | 7      |
| 10      | 25  | Raúl Fernández        | Trackhouse Racing MotoGP          | Aprilia     | 27      | +21.079   | 11       | 6      |
| 11      | 42  | Álex Rins             | Monster Energy Yamaha MotoGP      | Yamaha      | 27      | +33.633   | 15       | 5      |
| 12      | 30  | Takaaki Nakagami      | LCR Honda Idemitsu                | Honda       | 27      | +43.696   | 18       | 4      |
| Ret     | 23  | Enea Bastianini       | Ducati Lenovo Team                | Ducati      | 20      | Caída     | 5        |        |
| Ret     | 37  | Augusto Fernández     | Red Bull GASGAS Tech3             | KTM         | 19      | Caída     | 21       |        |
| Ret     | 36  | Joan Mir              | Repsol Honda Team                 | Honda       | 12      | Caída     | 20       |        |
| Ret     | 93  | Marc Márquez          | Gresini Racing MotoGP             | Ducati      | 11      | Avería    | 12       |        |
| Ret     | 49  | Fabio Di Giannantonio | Pertamina Enduro VR46 Racing Team | Ducati      | 8       | Caída     | 8        |        |
| Ret     | 41  | Aleix Espargaró       | Aprilia Racing                    | Aprilia     | 0       | Caída     | 13       |        |
| Ret     | 10  | Luca Marini           | Repsol Honda Team                 | Honda       | 0       | Caída     | 17       |        |
| Ret     | 73  | Álex Márquez          | Gresini Racing MotoGP             | Ducati      | 0       | Caída     | 14       |        |
| Ret     | 43  | Jack Miller           | Red Bull KTM Factory Racing       | KTM         | 0       | Caída     | 16       |        |
| Fuente: |     |                       |                                   |             |         |           |          |        |

### Resultados Moto2
| Pos.    | N.º | Piloto                  | Constructor | Vueltas | Tiempo        | Parrilla | Puntos |
| ------- | --- | ----------------------- | ----------- | ------- | ------------- | -------- | ------ |
| 1       | 44  | Arón Canet              | Kalex       | 22      | 34:41.557     | 1        | 25     |
| 2       | 79  | Ai Ogura                | Boscoscuro  | 22      | +6.218        | 3        | 20     |
| 3       | 21  | Alonso López            | Boscoscuro  | 22      | +7.613        | 6        | 16     |
| 4       | 54  | Fermín Aldeguer         | Boscoscuro  | 22      | +7.797        | 5        | 13     |
| 5       | 15  | Darryn Binder           | Kalex       | 22      | +8.097        | 13       | 11     |
| 6       | 16  | Joe Roberts             | Kalex       | 22      | +9.823        | 8        | 10     |
| 7       | 14  | Tony Arbolino           | Kalex       | 22      | +10.394       | 7        | 9      |
| 8       | 18  | Manuel González         | Kalex       | 22      | +11.000       | 4        | 8      |
| 9       | 53  | Deniz Öncü              | Kalex       | 22      | +14.436       | 11       | 7      |
| 10      | 24  | Marcos Ramírez          | Kalex       | 22      | +16.895       | 21       | 6      |
| 11      | 7   | Barry Baltus            | Kalex       | 22      | +17.078       | 12       | 5      |
| 12      | 13  | Celestino Vietti        | Kalex       | 22      | +18.019       | 18       | 4      |
| 13      | 52  | Jeremy Alcoba           | Kalex       | 22      | +18.201       | 10       | 3      |
| 14      | 75  | Albert Arenas           | Kalex       | 22      | +18.616       | 14       | 2      |
| 15      | 12  | Filip Salač             | Kalex       | 22      | +27.442       | 23       | 1      |
| 16      | 22  | Ayumu Sasaki            | Kalex       | 22      | +30.051       | 22       |        |
| 17      | 84  | Zonta van den Goorbergh | Kalex       | 22      | +33.978       | 20       |        |
| 18      | 34  | Mario Aji               | Kalex       | 22      | +34.873       | 24       |        |
| 19      | 11  | Álex Escrig             | Forward     | 22      | +38.556       | 25       |        |
| 20      | 43  | Xavier Artigas          | Forward     | 22      | +40.592       | 28       |        |
| 21      | 17  | Daniel Muñoz            | Kalex       | 22      | +47.085       | 27       |        |
| 22      | 96  | Jake Dixon              | Kalex       | 22      | +59.842       | 2        |        |
| Ret     | 3   | Sergio García           | Boscoscuro  | 15      | Caída         | 15       |        |
| Ret     | 20  | Xavier Cardelús         | Kalex       | 2       | Caída         | 26       |        |
| Ret     | 35  | Somkiat Chantra         | Kalex       | 1       | Retirado      | 9        |        |
| Ret     | 81  | Senna Agius             | Kalex       | 0       | Caída         | 16       |        |
| Ret     | 5   | Jaume Masiá             | Kalex       | 0       | Caída         | 17       |        |
| DSQ     | 28  | Izan Guevara            | Kalex       |         | Descalificado | 19       |        |
| Fuente: |     |                         |             |         |               |          |        |

### Resultados Moto3
| Pos.    | N.º | Piloto             | Constructor | Vueltas | Tiempo    | Parrilla | Puntos |
| ------- | --- | ------------------ | ----------- | ------- | --------- | -------- | ------ |
| 1       | 80  | David Alonso       | CFMoto      | 20      | 32:57.410 | 5        | 25     |
| 2       | 31  | Adrián Fernández   | Honda       | 20      | +0.085    | 4        | 20     |
| 3       | 64  | David Muñoz        | KTM         | 20      | +0.225    | 13       | 16     |
| 4       | 36  | Ángel Piqueras     | Honda       | 20      | +0.664    | 9        | 13     |
| 5       | 58  | Luca Lunetta       | Honda       | 20      | +0.835    | 6        | 11     |
| 6       | 96  | Daniel Holgado     | Gas Gas     | 20      | +0.862    | 14       | 10     |
| 7       | 24  | Tatsuki Suzuki     | Husqvarna   | 20      | +1.300    | 7        | 9      |
| 8       | 66  | Joel Kelso         | KTM         | 20      | +1.835    | 8        | 8      |
| 9       | 48  | Iván Ortolá        | KTM         | 20      | +16.664   | 1        | 7      |
| 10      | 10  | Nicola Carraro     | KTM         | 20      | +16.674   | 20       | 6      |
| 11      | 99  | José Antonio Rueda | KTM         | 20      | +16.770   | 10       | 5      |
| 12      | 18  | Matteo Bertelle    | Honda       | 20      | +16.807   | 23       | 4      |
| 13      | 19  | Scott Ogden        | Honda       | 20      | +17.005   | 12       | 3      |
| 14      | 78  | Joel Esteban       | CFMoto      | 20      | +17.244   | 22       | 2      |
| 15      | 82  | Stefano Nepa       | KTM         | 20      | +23.804   | 11       | 1      |
| 16      | 12  | Jacob Roulstone    | Gas Gas     | 20      | +26.124   | 19       |        |
| 17      | 6   | Ryusei Yamanaka    | KTM         | 20      | +39.312   | 17       |        |
| 18      | 55  | Noah Dettwiler     | KTM         | 20      | +57.340   | 25       |        |
| Ret     | 72  | Taiyo Furusato     | Honda       | 17      | Caída     | 3        |        |
| Ret     | 95  | Collin Veijer      | Husqvarna   | 11      | Caída     | 2        |        |
| Ret     | 54  | Riccardo Rossi     | KTM         | 10      | Retirado  | 18       |        |
| Ret     | 85  | Xabier Zurutuza    | KTM         | 10      | Retirado  | 26       |        |
| Ret     | 5   | Tatchakorn Buasri  | Honda       | 4       | Caída     | 24       |        |
| Ret     | 93  | Arbi Aditama       | Honda       | 4       | Caída     | 21       |        |
| Ret     | 7   | Filippo Farioli    | Honda       | 2       | Caída     | 16       |        |
| Ret     | 22  | David Almansa      | Honda       | 2       | Caída     | 15       |        |
| Fuente: |     |                    |             |         |           |          |        |